# 关庄镇 (铜川市)
关庄镇，是中华人民共和国陕西省铜川市耀州区下辖的一个乡镇级行政单位。
2015年，陕西省民政厅批复同意将照金镇九里坡、柏树塬、支前河3个村划归关庄镇；将关庄镇寺沟塬村划归锦阳路街道办事处，长命村划归坡头街道办事处。

## 行政区划
关庄镇下辖以下地区：
关庄村、七保村、小王嘴村、雷击村、麻子村、稠桑村、安王村、树林村、道东村、中吕村、墓坳村、元古庄村、北窑村、北村、杨塬村、柴场村、北坡村、故贤村、马吉村、虎河村、金马村、涝池村、支河村、柏树塬村和九里坡村。